# 前605年
| 千纪： | 前1千纪 |
| 世纪： | 前8世纪 \| 前7世纪 \| 前6世纪 |
| 年代： | 前630年代 \| 前620年代 \| 前610年代 \| 前600年代 \| 前590年代 \| 前580年代 \| 前570年代                                                                             |
| 年份： | 前610年 \| 前609年 \| 前608年 \| 前607年 \| 前606年 \| 前605年 \| 前604年 \| 前603年 \| 前602年 \| 前601年 \| 前600年                                               |
| 纪年： | 周定王二年 魯宣公四年 齊惠公四年 晉成公二年 秦共公四年 宋文公六年 楚庄王九年 衛成公三十年 陈灵公九年 蔡文侯七年 曹文公十三年 郑灵公元年 燕桓公十三年 杞桓公三十二年 |

## 大事記
- 尼布甲尼撒二世繼位為新巴比倫王國君主。
- 楚國若敖氏之亂，令尹鬬椒（子越）以若敖族的武裝囚殺蒍賈，並以烝野為基地，發動針對王室的進攻，叛亂最終遭到失敗，若敖氏地位迅速下降。
- 鄭靈公因為開玩笑惹惱了貴戚公子宋而被後者所弒，此為「食指大動」成語的由來，其弟公子堅繼位，是為鄭襄公。

## 逝世
- 那波帕拉薩爾－新巴比倫王國的開國君主。
- 鬬椒，春秋時期楚國令尹。
- 鄭靈公，鄭穆公與少妃姚子所生，為春秋諸侯國鄭國第十二任君主。